# Delos

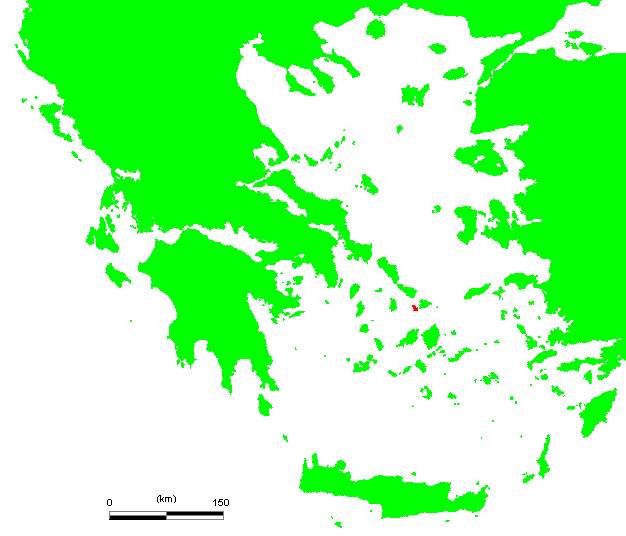
Delos läge i Grekland

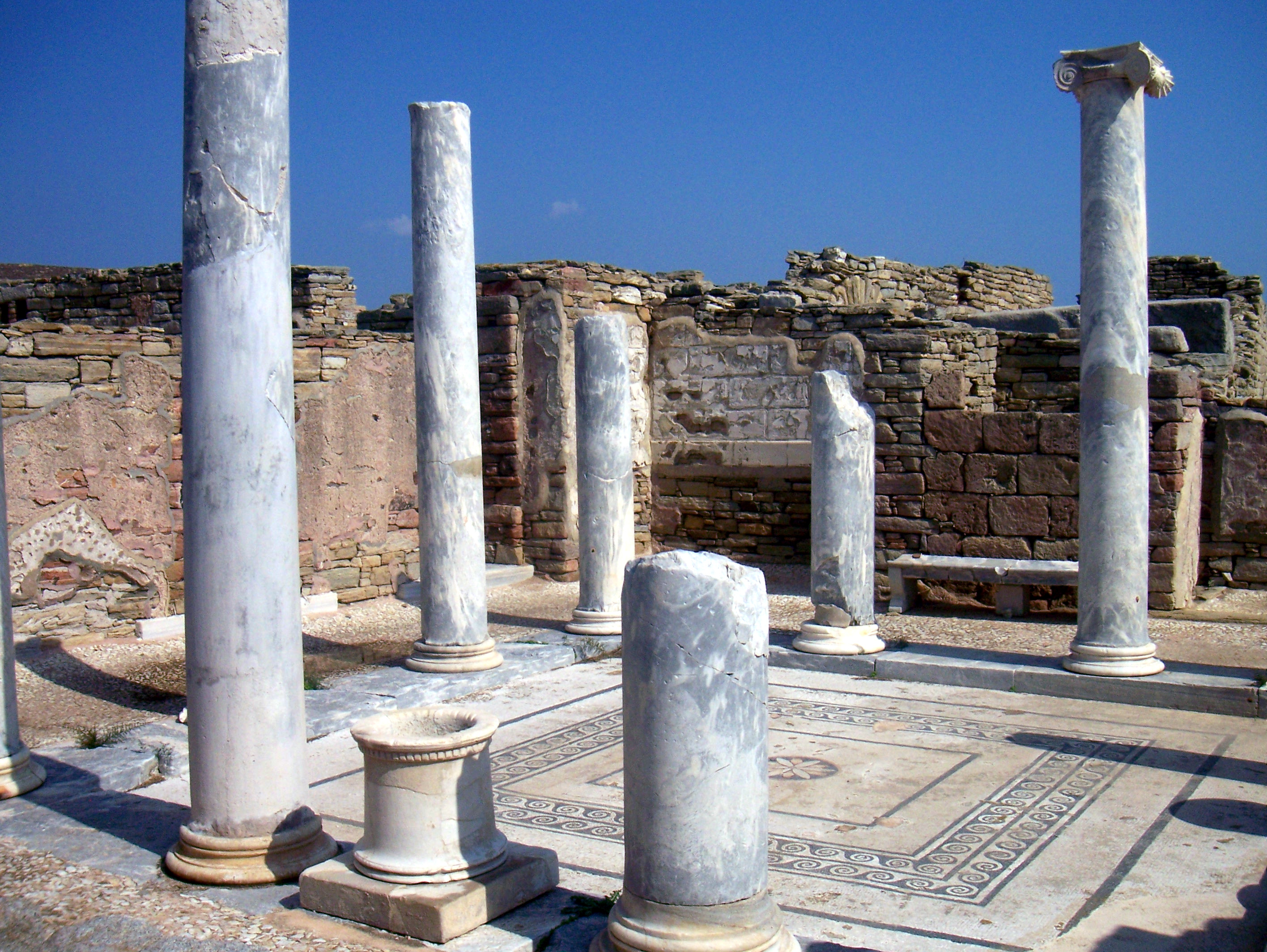
Ruiner på Delos

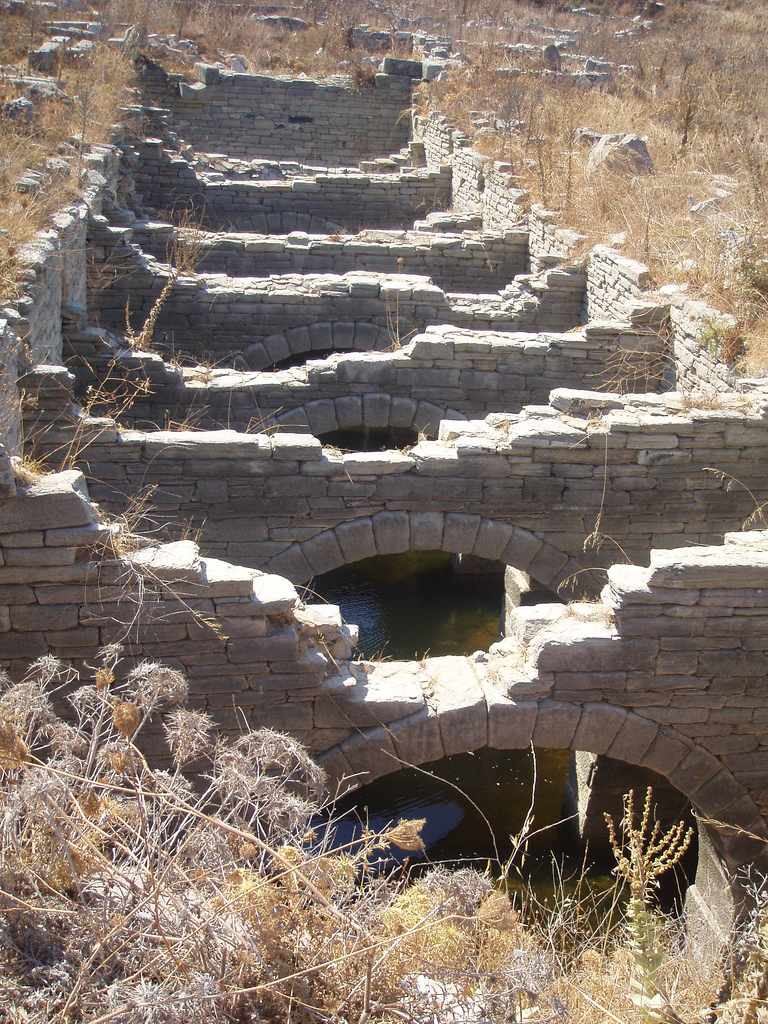
Vattenledningar

Delos (grekiska Δήλος, även Mikra Dili, "Lilla Delos", till skillnad från Megali Dili, "Stora Delos", Rheneia) är en grekisk ö i Egeiska havet, belägen mitt i Kykladernas krets av öar. Den är med sin yta på 5 km² minst bland Kykladerna, men är på grund av sin betydelse under antiken den mest berömda av dem. Delos är sedan länge obebodd, men är på grund av sina ruiner ett populärt turistmål. 1990 blev ön uppsatt på Unescos världsarvslista.

## Geografi
Öns stomme består av urberg och ger således alls ingen hållpunkt för de forntida sagorna om att den en gång dykt upp ur havet, under långa tider flutit omkring på vattnet eller t.o.m. nedfallit från himlen.

## Historia
I forntiden var Delos en frejdad helgedomsplats, särskilt som medelpunkt för den "deliske Apollons" och hans systers, den "deliska Artemis", dyrkan. Båda dessa gudomligheter sades vara födda på ön, som först vid detta tillfälle fått ett fast läge, efter att förut ha fört en kringirrande tillvaro. I äldsta tid tycks ön ha varit bebodd av karier, som sedan efterträddes av joniska greker, och länge gällde den såsom en religiös och politisk medelpunkt för de joniska ö- och kuststaterna. Den hade en egen stad, belägen på norra delen av ön, och i likhet med andra små grekiska stadssamhällen gjorde den anspråk på politisk självständighet, men kom med nödvändighet under inflytande av de större maktinnehavare (Polykrates, perserna, Aten), vilka under olika tider strävade att underlägga sig arkipelagens övärld. Efter bildandet av Atens sjöförbund var Delos från 476 f.Kr. i viss mening medelpunkten för denna attisk-deliska amfiktyoni. Ön var samlingsplats för förbundsrådet, och i dess Apollontempel var till en början den gemensamma förbundskassan deponerad under förvaltning av attiska hellenotamier, och även sedan denna år 454 f.Kr. flyttats till Aten förblev tempelförvaltningen i Atens händer.
På grund av öns helighet hade redan Peisistratos låtit undanröja de gravar, som var synliga från Apollontemplet, och 426 f.Kr. utsträckte atenarna denna gravrensning även till övriga delar av ön, varvid enligt Thukydides ungefär hälften av gravarna befanns ha kariskt gravskick. För framtiden påbjöds att ingen skulle få vare sig födas eller dö på Delos. Barnaföderskor och döende transporterades därför över till Rheneia. För övrigt tycks den deliska staten ha fått självständigt ordna sina inre angelägenheter. Som helig plats respekterades den av samtliga grekiska stater och hedrades särskilt av de joniska med regelbundet återkommande festbeskickningar (theoriai). Vart fjärde år firades där de s.k. deliska spelen med tävlan i sång, kamp och lekar. Delos ägde även ett högt ansett orakel.
Ännu under makedonisk tid åtnjöt ön en åtminstone relativ självständighet, men efter slaget vid Pydna 168 f.Kr. överlämnades den av romarna till Aten med full besittningsrätt, varav följden blev att den deliska befolkningen förjagades och efterträddes av attiska klerucher (kolonister). Efter denna tid, särskilt med anledning av Korinths undergång, utvecklade sig Delos till en betydande stapelplats för transitohandeln mellan öster- och västerland. I synnerhet var dess slavmarknad starkt trafikerad. Under det mithridatiska kriget blev Delos upprepade gånger härjat och utplundrat.

## Arkeologi

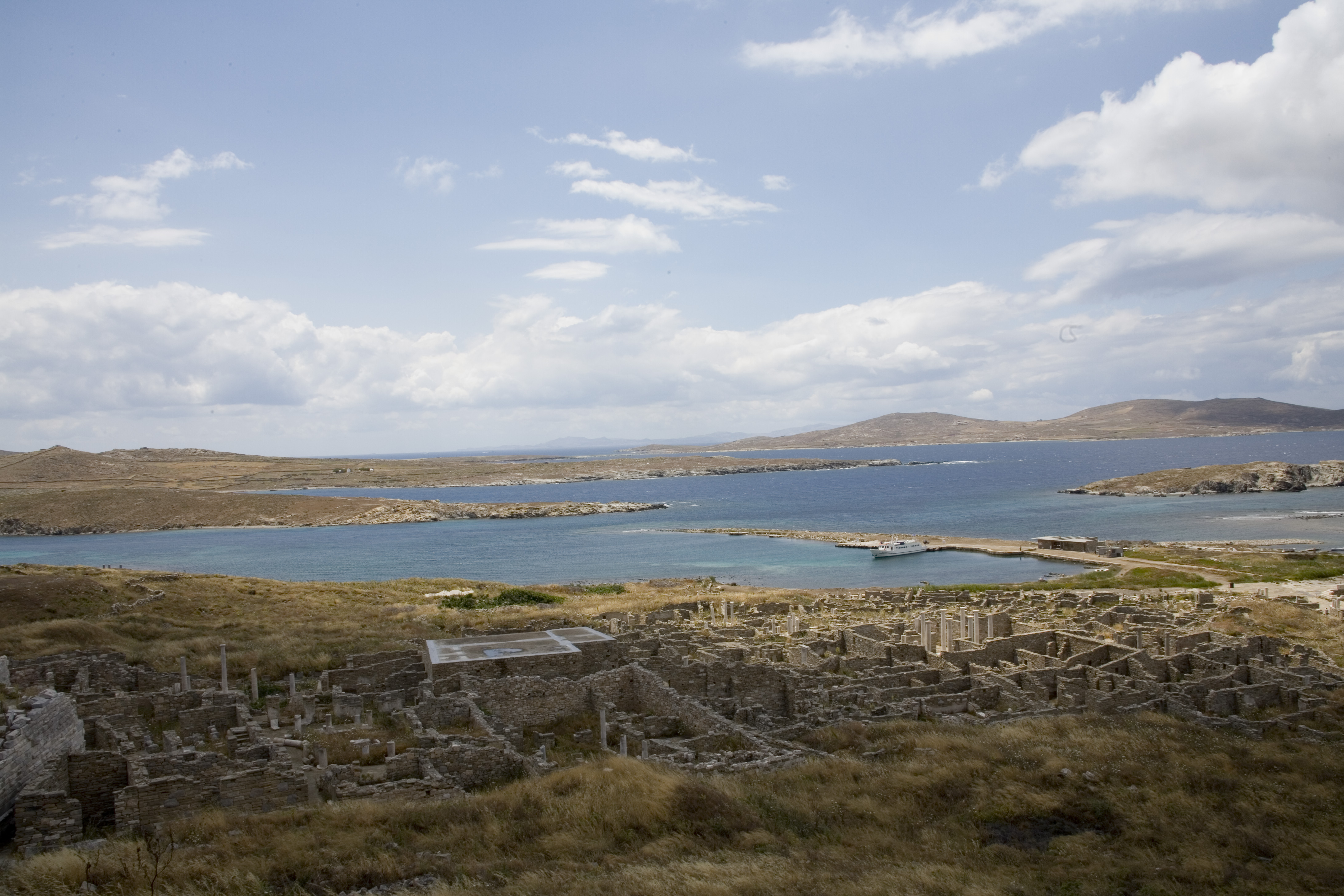
Panorama över Delos

Delos rika fornlämningar har tid efter annan lockat till utgrävningar, och slutligen har sådana efter en omfattande plan genomförts av Théophile Homolle och andra franska arkeologer (1873-88). Dessa har bragt i dagen hela det helgedomsområde som var beläget på öns västra sida, söder om staden Delos, med lämningarna av det praktfulla Apollontemplet som fullbordades omkring 400 f.Kr., sedan det äldre templet blivit förstört. Man har även grävt fram åtskilliga tempel helgade åt andra gudar (Leto, Artemis, Afrodite, Dionysos), både inom och i närheten av detta område. Dessutom har man påträffat altaren, pelarhallar, skattkammarbyggnader, kajmurar vid den "heliga hamnen" osv. Längre mot söder ligger ruinerna av Herakles och kabirernas helgedomar, och mot öster, på sluttningen av berget Kynthos, finns lämningarna av ett odeion och ett sengrekiskt tempel helgade åt "de främmande gudarna" (den syriska Afrodite, Serapis, Anubis, Isis). Man har även påträffat de mer eller mindre tydligt skönjbara grundmurarna till ungefär 60 byggnader, däribland åtskilliga privatbostäder, som påminner om husen i Pompeji. För övrigt har utgrävningarna givit en rik skörd av plastiska bildverk från den grekiska konstens äldsta till dess yngsta tider, däribland fragment av en kolossal arkaisk Apollonstaty, skänkt av invånarna på Naxos, samt över 2 000 inskrifter av mestadels stor historisk betydelse. De förnämsta av dessa fornfynd är införlivade med det arkeologiska museet i Aten, några är överflyttade till Mykonos.